# Индиан-Ривер-Истейтс
Индиан-Ривер-Истейтс (англ. Indian River Estates) — статистически обособленная местность, расположенная в округе Сент-Луси (штат Флорида, США) с населением в 5793 человека по статистическим данным переписи 2000 года.

## География
По данным Бюро переписи населения США статистически обособленная местность Индиан-Ривер-Истейтс имеет общую площадь в 14,76 квадратных километров, из которых 14,24 кв. километров занимает земля и 0,52 кв. километров — вода. Площадь водных ресурсов округа составляет 3,52 % от всей его площади.
Статистически обособленная местность Индиан-Ривер-Истейтс расположена на высоте 4 м над уровнем моря.

## Демография
| Год переписи        | Нас. |  | %±    |
| ------------------- | ---- |  | ----- |
| 1990                | 4858 |  | —     |
| 2000                | 5793 |  | 19,2% |
| 1990–2000 Источник: |      |  |       |

По данным переписи населения 2000 года в Индиан-Ривер-Истейтс проживало 5793 человека, 1743 семьи, насчитывалось 2347 домашних хозяйств и 2494 жилых дома. Средняя плотность населения составляла около 392,48 человека на один квадратный километр. Расовый состав населённого пункта распределился следующим образом: 95,29 % белых, 2,31 % — чёрных или афроамериканцев, 0,19 % — коренных американцев, 0,47 % — азиатов, 0,07 % — выходцев с тихоокеанских островов, 0,93 % — представителей смешанных рас, 0,74 % — других народностей. Испаноговорящие составили 3,54 % от всех жителей статистически обособленной местности.
Из 2347 домашних хозяйств в 26,0 % воспитывали детей в возрасте до 18 лет, 61,8 % представляли собой совместно проживающие супружеские пары, в 8,2 % семей женщины проживали без мужей, 25,7 % не имели семей. 20,1 % от общего числа семей на момент переписи жили самостоятельно, при этом 11,7 % составили одинокие пожилые люди в возрасте 65 лет и старше. Средний размер домашнего хозяйства составил 2,45 человек, а средний размер семьи — 2,78 человек.
Население статистически обособленной местности по возрастному диапазону по данным переписи 2000 года распределилось следующим образом: 21,1 % — жители младше 18 лет, 5,2 % — между 18 и 24 годами, 24,4 % — от 25 до 44 лет, 25,6 % — от 45 до 64 лет и 23,8 % — в возрасте 65 лет и старше. Средний возраст жителей составил 44 года. На каждые 100 женщин в Индиан-Ривер-Истейтс приходилось 95,8 мужчин, при этом на каждые сто женщин 18 лет и старше приходилось 92,8 мужчин также старше 18 лет.
Средний доход на одно домашнее хозяйство статистически обособленной местности составил 37 053 доллара США, а средний доход на одну семью — 40 790 долларов. При этом мужчины имели средний доход в 28 857 долларов США в год против 22 169 долларов среднегодового дохода у женщин. Доход на душу населения статистически обособленной местности составил 37 053 доллара в год. 6,4 % от всего числа семей в населённом пункте и 7,7 % от всей численности населения находилось на момент переписи населения за чертой бедности, при этом 12,2 % из них были моложе 18 лет и 2,6 % — в возрасте 65 лет и старше.